# Tropaeolum flavipilum
Tropaeolum flavipilum är en krasseväxtart som beskrevs av Ellsworth Paine Killip. Tropaeolum flavipilum ingår i släktet krassar, och familjen krasseväxter. Inga underarter finns listade i Catalogue of Life.